# 居敬桥
29°41′15.57″N 121°29′21.41″E / 29.6876583°N 121.4892806°E
居敬桥位于中国浙江省宁波市奉化区西坞街道西坞行政村居敬自然村，明朝桥梁，始建于嘉靖十九年（1540年），初名龟径桥，后根据其谐音，演化为现名，万历二十六年（1598年）、康熙十一年（1672年）、道光二十三年（1843年）多次修缮，为三孔石砌拱桥，呈东西走向，长29.6米，宽5米，中孔高11.6米，跨度8.3米，边孔跨度5.4米，引桥上建有桥亭，1987年2月公布为奉化县文物保护单位，2023年9月1日公布为宁波市文物保护单位。